# HE 1523-0901
HE 1523-0901 je červený obr v Mléčné dráze, nacházející se přibližně 9 900 světelných let od Země v souhvězdí Vah. Jedná se o jednu z nejstarších známých hvězd ve vesmíru s odhadovaným stářím 13,2 miliardy let, což ji činí téměř stejně starou jako samotný vesmír.

## Objev
Hvězda HE 1523-0901 byla objevena v rámci průzkumu Hamburg/ESO jako součást výzkumu zaměřeného na hvězdy chudé na kovy v galaktickém halo. Tento průzkum vedl tým pod vedením Anny Frebel, který výsledky zveřejnil v roce 2007 v časopise The Astrophysical Journal. Výběr hvězdy byl proveden na základě její velmi nízké metalicity, což naznačovalo, že se jedná o objekt z rané fáze vývoje vesmíru.

## Vlastnosti
Hvězda HE 1523-0901 patří mezi tzv. populaci II – hvězdy druhé generace, které vznikly z materiálu obohaceného supernovami první generace hvězd. Její metalicita je velmi nízká, [Fe/H] = −2,65, což ukazuje na omezený obsah těžkých prvků.
HE 1523-0901 má hmotnost přibližně 0,8 násobku hmotnosti Slunce, poloměr asi 27 násobek slunečního a svítivost dosahující 730 násobku svítivosti Slunce. Povrchová teplota činí 4742 K. Díky nízkému obsahu kovů a obohacení o prvky vytvářené při r-procesu (rychlý záchyt neutronů) je klasifikována jako CEMP hvězda (uhlíkem obohacená hvězda chudá na kovy).

## Stáří
Stáří hvězdy bylo určeno pomocí radioaktivního rozpadu prvků uranu a thoria. Měření provedené pomocí dalekohledu VLT v Evropské jižní observatoři odhalilo, že hvězda je stará 13,2 miliardy let ± 0,7–2,7 miliardy let. Tato metoda je podobná radiokarbonovému datování, ale využívá prvky s delší dobou poločasu rozpadu.

## Srovnání s jinými hvězdami
HE 1523-0901 je často srovnávána s hvězdou HD 140283, přezdívanou „Methuselah star“. Obě hvězdy mají extrémně nízkou metalicitu a stáří blízké stáří vesmíru. Zatímco HD 140283 má nižší svítivost, HE 1523-0901 je bohatší na prvky vznikající při r-procesu, což z ní činí důležitější objekt pro studium nukleosyntézy.

## Binární systém
V roce 2015 bylo zjištěno, že HE 1523-0901 je spektroskopická dvojhvězda. Její společník má minimální hmotnost 11násobku hmotnosti Jupiteru a může být buď hnědým trpaslíkem, nebo červeným trpaslíkem, v závislosti na úhlu sklonu oběžné dráhy.

## Význam
HE 1523-0901 poskytuje jedinečný pohled na formování a vývoj raných hvězd. Studium těchto hvězd je klíčem k pochopení chemického složení a dynamiky galaktického hala a procesu vzniku prvních hvězd ve vesmíru.